# Angelika Wolf

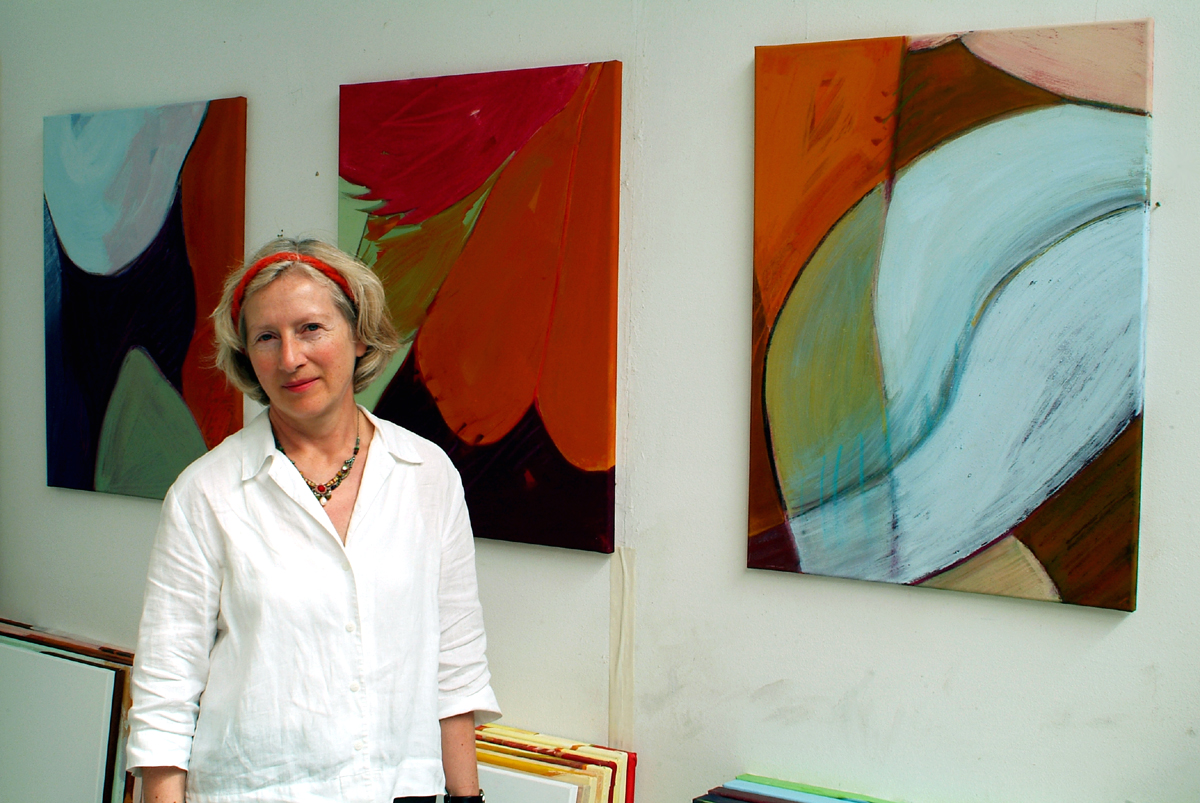
Angelika Wolf vor einigen ihrer Arbeiten, hier im Atelier Block 16, Hannover Nordstadt

Angelika Wolf (* 1955 in Mainz) ist eine deutsche Künstlerin im Bereich Malerei, Objektkunst und Design.

## Leben
Bis zu ihrem Schulabschluss besuchte sie Fachoberschule für Gestaltung Wilhelm Wagenfeld Schule, Bremen im Bereich Fläche/Plastik. Zwischen 1980 und 1986 absolvierte sie ein Studium der Freien Kunst an der Hochschule Hannover bei Professor Günther Sellung, welches sie mit einem Diplom abschloss. Seitdem ist Wolf als freischaffende Künstlerin in Hannover tätig. Sie absolvierte ein Praktikum am Sprengel Museum Hannover.
Zwischen Oktober 1991 und September 1992 war sie Stipendiatin der Gemeinde Stuhr in der Künstlerstätte Heiligenrode. Im Jahr 2003 erhielt sie den zweiten Preis für Bildhauer, Thema: Bewegung, des Kunstkreises Laatzen.

## Ausstellungen
Eine Auswahl ihrer Ausstellungen:
Gruppenausstellungen, Auswahl
- 2024 - 8 1/2 Block16, KUBUS, Städtische Galerie, Hannover
- 2023 - ZEITLINIEN Block16, Kunstverein Neustadt, Schloss Landestrost, Neustadt/Rbb.
- 2022- KUNST.KLANG.KÜCHE. Deutsch Syrischer Dialog, Eine Kooperation mit atelier 22, Celle, Atelier Block16, Hannover
- 2021 - KLATSCH+MATCH, eine inklusive Veranstaltung von Klatschmohn, artothek, Hannover
- 2020 - ZINNOBER, Atelier Block16, Hannover
- 2019 - HIDDEN SPACES, Brekkegarden, Gursköy, NO
- 2018 - Von der Leine an die Bille, HH Bergedorf
- 2017 - 20. ZINNOBER Jubiläum, Atelier Block 16, Hannover
- 2016 - You are welcome, (Ausstellungsprojekt mit Künstlern aus Iran, Irak und Syrien), Atelier Block 16, Hannover, Katalog
- 2016 - mUSe, Inspirationsweek Nordstadt, Hannover
- 2014 - JAHRESGABEN, Kunstverein Neustadt
- 2014 - FELDBESTIMMUNG, Galerie im Stammelbach-Speicher, Hildesheim
- 2013 - IN SICHTWEITE, Kunstverein Barsinghausen, Katalog
- 2006 - Atelier Block 16, Alte Lederfabrik, Köln
- 2003 - KÜNSTLER LEBEN HEUTE, Kunstverein Achim, Haus Clüver, Achim
- 2002 - COASTERS, Transcultural exchange, exhibition around the world,
- 2001 - Projekt F.H.O.W., PARCOURS DE PARADIS, Bremen-Vegesack
- 2000 - Projekt F.H.O.W., EISZEIT, KUBUS, Hannover, Katalog
- 2000 - KORESPONDENCJA, Galeria Arsenal, Poznań
- 2000 - 10 JAHRE KÜNSTLERSTÄTTE STUHR-HEILIGENRODE, Stipendiatenausstellung, Varrel
- 1999 - KORRESPONDENZ - KORESPONDENCJA, (Poznań + Hannover), KUBUS, Hannover
- 1998 - Projekt F.H.O.W., ICH GLAUB´ ICH STEH´ IM WALD, Raumaktion, Kunstraum zehn, Hannover
- 1997 - Projekt F.H.O.W., ALLES KOHLE, Kunstmarkt, Orangerie, Hannover
- 1996 - Projekt F.H.O.W., AD ACTA, Raum- u. Außengestaltung, Lindener Kulturtage, Hannover
- 1995 - Art Invitro, Marinha Grande, Portugal, Katalog

seit 1997 Teilnahme an der jährlichen Ausstellung ZINNOBER-Hannover
Einzel- und Zweier-Ausstellungen, Auswahl
- 2013 - Tanzende Linien, BBK:ruhm, Hannover (mit Elke Lennartz)
- 2012 - FORMEN der KUNST, Niedersächs. Kultusministerium, Hannover (mit Jane Wyrwa)
- 2011 - AKT – Malerei, Glashaus, Derneburg
- 2008 - OFFENE?ATELIERS HAMBURG, Atelier Albrecht, Hamburg (mit Iris Albrecht)
- 2007 - FARBRÄUME – Objekte und Malerei, Atelier Block 16, Hannover
- 2005 - IM GRENZBEREICH - zwischen Malerei und Objekt, Neues Rathaus, Stade
- 2004 - MOCCAORACLES, Glashaus, Derneburg
- 2003 - MALEREI UND SKULPTUR, Bauhof, Hemmingen
- 2000 - ZWISCHENRÄUME, Rathaus, Achim (mit hansartig)
- 1997 - INNEN UND AUßEN, HÜLLE UND INHALT, Objekte und Malerei, Atelier Block 16, Hannover
- 1996 - EWIGE GEGENWART KZ-Gedenkstätte Mittelbau-Dora (mit Wolfgang Jeske), Katalog
- 1994 - BUND BILDENDER KÜNSTLER, Künstlerhaus,  Hannover
- 1992 - MALEREI IM RAUM, KÜNSTLERSTÄTTE, Stuhr-Heiligenrode,  Katalog
- 1992 - KUNST IM BAHNHOF, Kunstverein Springe
- 1991 - KITO, Bremen
- 1989 - STUDIO GALERIE WEWERKA, Hannover
- 1988 - KANA CONTEMPORARY ART, Berlin